# Langeln (Nordharz)

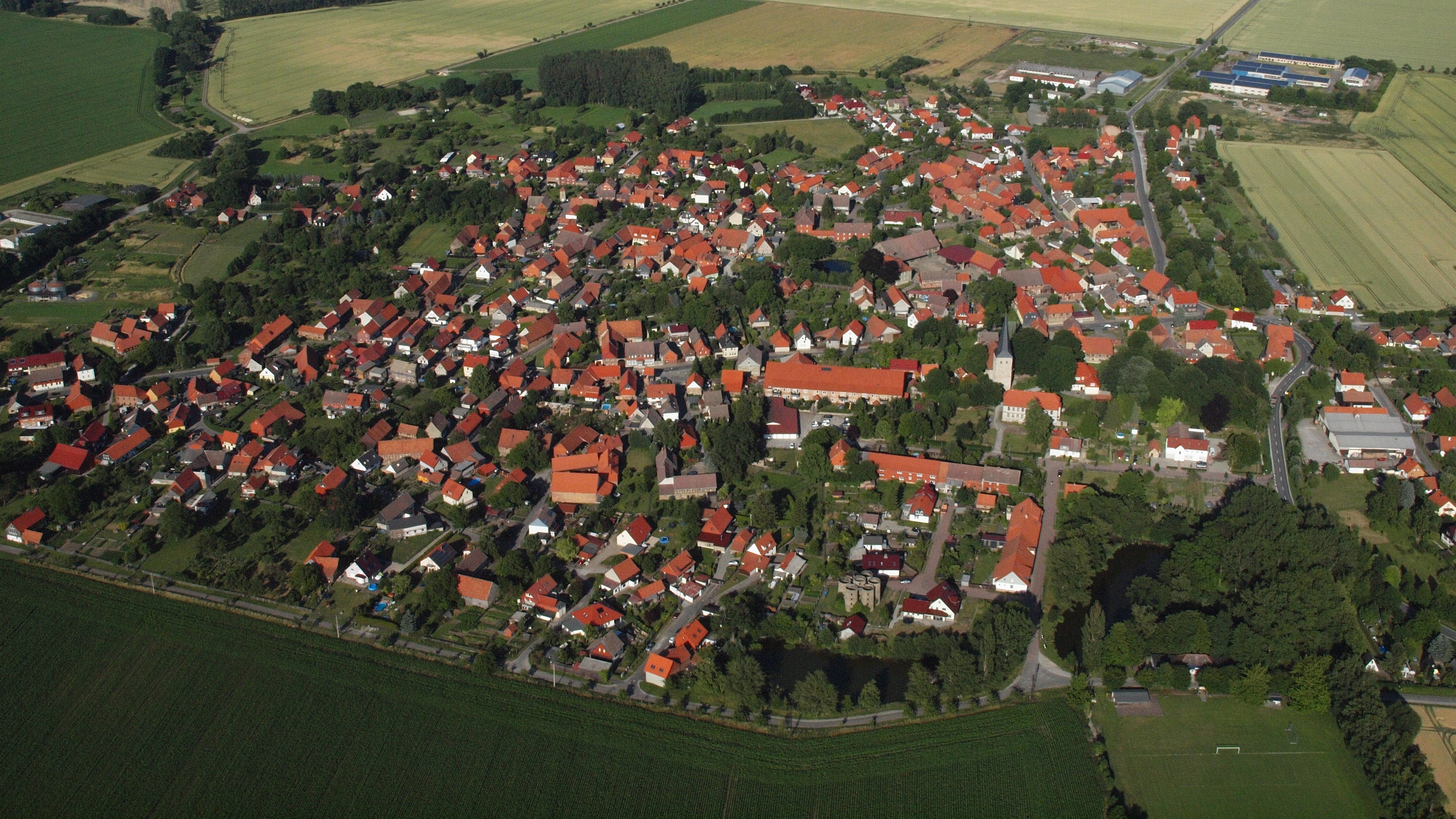
Langeln, Luftaufnahme (2015)

Langeln ist ein Ortsteil der Gemeinde Nordharz im Landkreis Harz in Sachsen-Anhalt.

## Geografie
Der Ort liegt 10 km nördlich von Wernigerode an der Bundesstraße 244. Der Ort ist vorwiegend landwirtschaftlich geprägt.

## Geschichte
1073 wurde der Ort als „Langala“ in einer Urkunde des Bamberger Bischofs Hermann I. erwähnt. 1219 wurde Hermann von Salza ein Grundherr in Langeln. Dadurch wurde der Ort zum Sitz einer Kommende des Deutschen Ordens. Zudem gehörten die Grafen von Dassel zu den Grundbesitzern. Über Adelheid von Ravensberg, Witwe des Ludwig, kamen neun Hufe an die Grafen von Wernigerode. Der örtliche Hof des Klosters Drübeck ging nach der Säkularisation an sie. Ab dem 15. Jahrhundert musste sich die Kommende den Grafen von Wernigerode unterordnen. 1809 verfügte Jérôme Bonaparte die formale Aufhebung der Kommende Langeln. 1830 hatte Otto zu Stolberg-Wernigerode ca. 800 Morgen Land bei der Domäne Langeln, was dazu beitrug, dass er der größte Landbesitzer der Provinz Sachsen war.
Am 1. Januar 2010 schlossen sich die bis dahin selbstständigen Gemeinden Langeln, Danstedt, Heudeber, Abbenrode, Schmatzfeld, Stapelburg, Veckenstedt und Wasserleben zur Einheitsgemeinde Nordharz zusammen.

## Wappen und Flagge
Das Wappen wurde am 30. März 2009 durch den Landkreis Harz genehmigt.
Blasonierung: „In Silber, umgeben von den Strahlen einer goldenen Aureole, wachsend eine golden nimbierte und rot gekrönte Gottesmutter mit schwarzem Haar und silbernem Gesicht und Händen, bekleidet mit einem grünen Überwurf über einem roten Kleid, auf dem linken Arm das sitzende schwarzhaarige silberne Jesuskind und in der Rechten ein schwarzes Zepter haltend.“
Die Farben der ehemaligen Gemeinde sind – ausgehend von der Tingierung des Wappens und der Flagge – die Farben Grün-Weiß-Rot.
Das Wappen wurde vom Magdeburger Kommunalheraldiker Jörg Mantzsch gestaltet. Es greift das Motiv des Altarretabels der Dorfkirche auf.
Die Flagge ist Grün-Weiß-Rot (1:1:1) gestreift (Querform: Streifen waagerecht verlaufend, Längsform: Streifen senkrecht verlaufend) und mittig mit dem Wappen belegt.

## Kultur und Sehenswürdigkeiten

### Bauwerke
Der Turm der romanischen Dorfkirche wurde 1987 abgerissen. 1995/97 wurde ein neuer Kirchturm errichtet und als dreigeschossiges Heimatmuseum ausgebaut. Zugleich wurde das bei dem Abriss stark beschädigte Kirchenschiff überholt. Zur Ausstattung gehören ein gotisches Altarretabel und das Kenotaph eines Ordenskomturs. Die Orgel wurde von Voigt Halberstadt gebaut. Die Gemeinde dieser Marienkirche gehört zum Kirchenkreis Halberstadt der Evangelischen Kirche in Mitteldeutschland.

### Vereine
Neben dem Blasorchester, dem Schützenverein 1792 e. V., der Freiwilligen Feuerwehr und der Geflügelzucht ist der TSV 1893 Langeln einer der mitgliedsstärksten Vereine in Langeln. Die Vereinsfarben sind Blau-Gelb. Der Verein hat eine Tischtennisabteilung, eine Frauenabteilung, eine Fußballabteilung und eine Kinderabteilung. Die Fußballherrenmannschaft spielt in der Harzoberliga. Heimplatz ist die Werner-Bertels-Sportanlage, zu der auch das Sportlerheim und das Frauenhaus gehören. Jugendmannschaften hat der TSV in der B-, C-, E- und F-Jugend mit dem Namen JSG Nordharz.

## Persönlichkeiten
- Johann Friedrich Schmid (1729–1811), Hofprediger und Superintendent der Grafschaft Wernigerode
- Karl Gerland (1875–1947), Agrarwissenschaftler und Hochschullehrer
- Hans-Bert Matoul (1945–2025), Fußballspieler

## Verkehr
Der Bahnhof Langeln lag an der Bahnstrecke Halle–Vienenburg. Im Ort halten die Linienbusse der Harzer Verkehrsbetriebe.